# Constance Spry (rose)
'Constance Spry' est le premier cultivar de rosier créé par David Austin en 1961. Développé à une époque où les hybrides de thé étaient les plus fréquents sur le marché, ce cultivar a suscité l'enthousiasme des jardiniers qui se tournent vers les variétés de roses à l'ancienne. Cette rose doit son nom à la fleuriste anglaise Constance Spry.
Elle est issue d'une croisement entre la rose floribunda 'Dainty Maid' et la rosa gallica 'Belle Isis',.

## Description
Ce rosier porte des roses doubles en forme de coupe plutôt globulaires, de couleur rose pâle à l'extérieur et d'un rose plus soutenu à l'intérieur. Elle mesure de 150 cm à 300 cm (plus haute sous des climats plus doux) et peut former un grand buisson ou un rosier grimpant. 'Constance Spry' n'est pas remontant et ne fleurit donc qu'une fois par an ; elle est remarquable par son parfum de myrrhe très prononcé, que l'on retrouve chez de nombreux rosiers anglais ultérieurs.
C'est une fleur fort populaire par ses qualités et Austin a étoffé avec détermination son catalogue de roses, à la croisée des roses anciennes et modernes. Par la suite, 'Constance Spry' a été croisée avec des roses de type moderne ou ancien, ce qui a donné par exemple le rosier remontant 'Wife of Bath' (1969) ou 'Chaucer' (1970), ancêtres de toute une série d'autres cultivars.

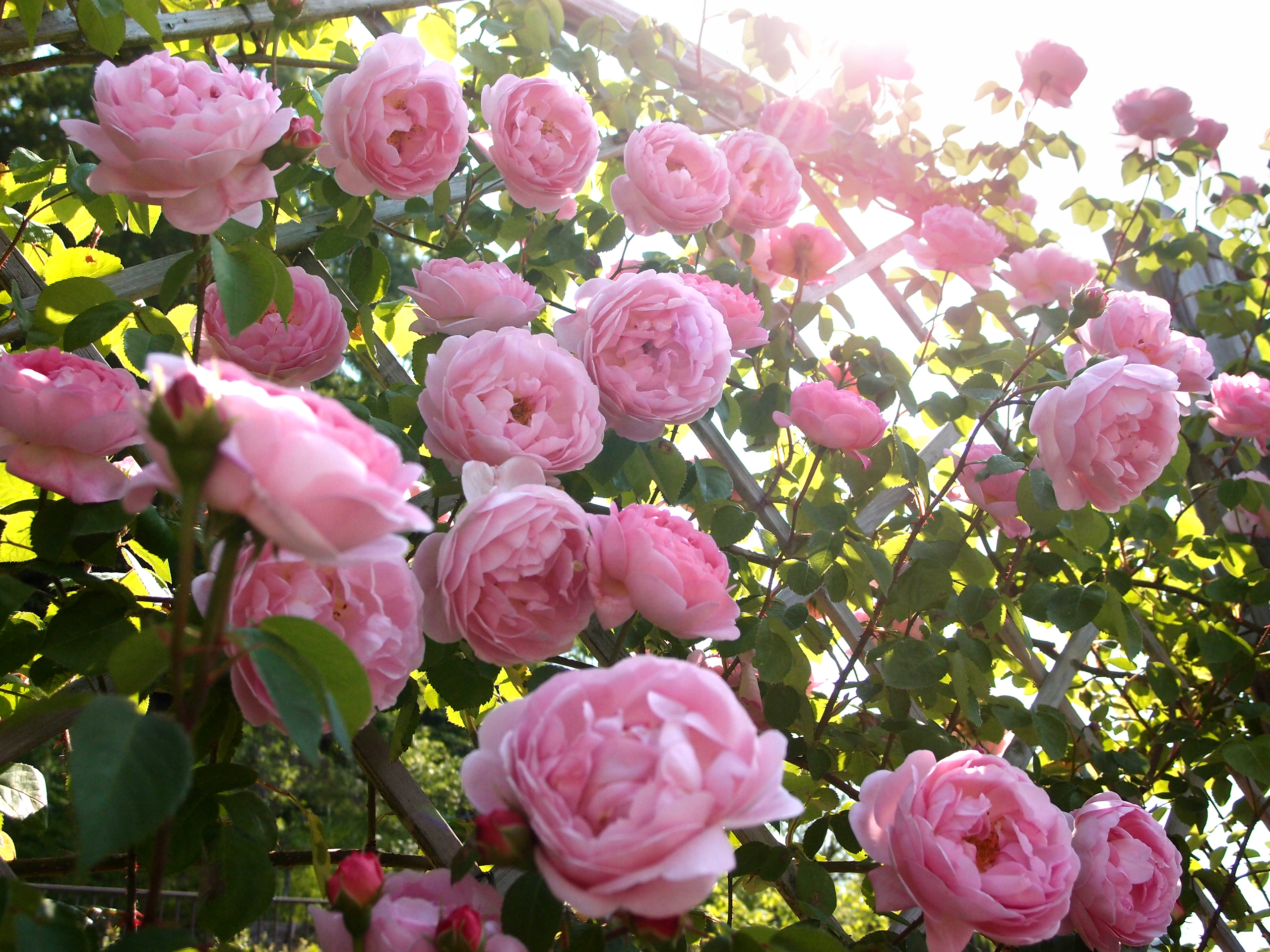
'Constance Spry' au Japon.

## Distinctions
'Constance Spry' a reçu l'Award of Garden Merit de la Royal Horticultural Society en 1993.